# Amata privata
Amata privata är en fjärilsart som beskrevs av Rocci 1923. Amata privata ingår i släktet Amata och familjen björnspinnare. Inga underarter finns listade i Catalogue of Life.